# Grigori Skovoroda
Grigori ou Hryhoriy Savitch Skovoroda (ukrainien : Григорій Савич Сковорода;  en latin Gregorius Sabbae filius Skovoroda), né le 3 décembre 1722 à Tchornoukhy, près de Poltava (gouvernement de Kiev de l'Empire russe), dans une famille de cosaques et mort le 9 novembre 1794 dans le village d'Ivanovka (aujourd'hui Skovorodinovka) dans la région de Kharkiv, est un philosophe, poète et pédagogue.

## Biographie
Son père Savva est un cosaque ayant une petite terre, et qui selon certains historiens serait prêtre de village. Sa mère Pélagie est fille d'un Tatar de Crimée, Stepan Changuireïev, dont la famille s'était convertie à l'orthodoxie au siècle précédent et combattait de père en fils dans les rangs cosaques du régiment de Kanev. Selon une certaine tradition, Skovoroda aurait étudié entre l'automne 1738 et l'été 1741 à l'Académie Moguila de Kiev (dont la langue d'enseignement de base était le latin, avec des cours de religion en slavon d'Église et certains cours en polonais), cependant on ne trouve nulle trace de son nom dans les registres, mais certains historiens (surtout depuis 1902) affirment qu'il y aurait suivi des cours d'après certains témoignages. En tous les cas, il ne termine pas sa scolarité. Grégoire Skorovoda part après la mort de son père pour la jeune capitale de l'Empire à Saint-Pétersbourg chez un oncle maternel, riche propriétaire foncier. Il y arrive en décembre 1742.
Il poursuit ses études en devenant chantre auprès de la Cour (c'est l'époque du règne d'Élisabeth Ire) où il reçoit 25 roubles par an. Son frère Stepan part étudier ensuite en Pologne.
En 1744, il retourne à Kiev, puis aurait voyagé en Pologne et en Hongrie, jusqu'à Vienne. Il revient à Kiev en 1750. Il enseigna au Collège de Pereïaslav (il en est renvoyé en 1754 ayant mécontenté l'évêque) et à celui de Kharkov, avant que les persécutions des autorités ecclésiastiques et séculières ne le contraignirent à quitter l'enseignement et à devenir précepteur du fils de la famille Tomara (futur diplomate). Il élabora une philosophie originale, centrée sur la théorie des trois mondes: un macrocosme (l'univers) et deux microcosmes (l'homme et le monde symbolique de la Bible). Selon Skovoroda, un des fondements du bonheur de l'homme est son activité créatrice.

## Œuvres
Il s'agit d'une trentaine de poèmes du recueil Le Jardin des chants divins (Sad bozestvennyx pesnej) et du cycle des Fables de Kharkov (Basni xar'kovskija), œuvres en prose.
Le poème de Skovoroda A chaque ville ses mœurs et ses lois (Vs 'akomu horodu nrav i prava), dans lequel il condamne le vice et exalte la vertu, connut un grand succès. D'après Skovoroda, quiconque vit en observant les préceptes de la morale chrétienne n'a rien à craindre, pas même la mort. Dans un autre chant, il exhorte les hommes à se perfectionner, à mettre l'accent sur la vie spirituelle :
«Quitte les sphères coperniciennes,
Explore les profondeurs du cœur."
Dans une autre œuvre encore, il glorifie le Christ (« doux, bon, miséricordieux ») et appelle à l'imiter.
Avec ses fables (dont les sujets sont parfois empruntés à Ésope), Skovoroda fut le créateur de ce genre dans la littérature ukrainienne.
Il est également réputé pour ses traductions du latin d'œuvres d'Ovide, Virgile et Horace.
La langue russe n'ayant pas été grammaticalement fixée avant Lomonossov et l'ukrainien avant le XIXe siècle, les langues utilisées par Skovoroda sont le latin et la vieille langue livresque slave, mêlée de russismes et de dialecte petit-russien. Son origine ukrainienne est revendiquée depuis la fin du XIXe siècle par les tenants des différents mouvements en faveur de la fixation de la langue ukrainienne et a contrario son origine linguistique russe est revendiquée par nombre d'historiens de la littérature russe.

## Aphorismes
- « La perte de temps est la pire de toutes les pertes ».
- « Nous rêvons au futur et nous nous glorifions au présent : nous voulons ce que nous n'avons pas et dédaignons ce qui est en notre possession; comme si ce qui est passé pouvait se répéter ou que le rêve devait indubitablement se réaliser ».
- « L'Amour engendre l'Amour ; lorsque j'ai envie que l'on m'aime, je suis le premier à aimer ».
- « L'excès de nourriture engendre l'ennui, l'ennui engendre la morosité et celui qui en souffre n'est pas bien portant ».
- « Heureux celui qui a la possibilité d'une vie heureuse, mais plus heureux encore celui qui sait en jouir ».
- « Celui qui découvre après coup que ce qu'il a mangé était bon peut avaler n'importe quoi ».
- « Découvre l'invisible par ce que tu vois ».
- « Essaie le plus possible de ressembler au palmier : plus il est enserré dans la roche, plus il pousse vite et bien ».
- « L'intelligence ne s'est pas formée à partir des livres ; ce sont les livres qui ont été créés par l'intelligence ».

(Traduit par Daniel Sztul, Revue Franco-ukrainienne "Échanges", no 3, mars 1972).

## Influence
Les spécialistes ont reconnu l'influence de Skovoroda sur les écrivains des générations suivantes. Pavlo Tytchyna a longtemps travaillé sur un poème consacré à Skovoroda.

### Hommages
Un timbre ukrainien en 2022.

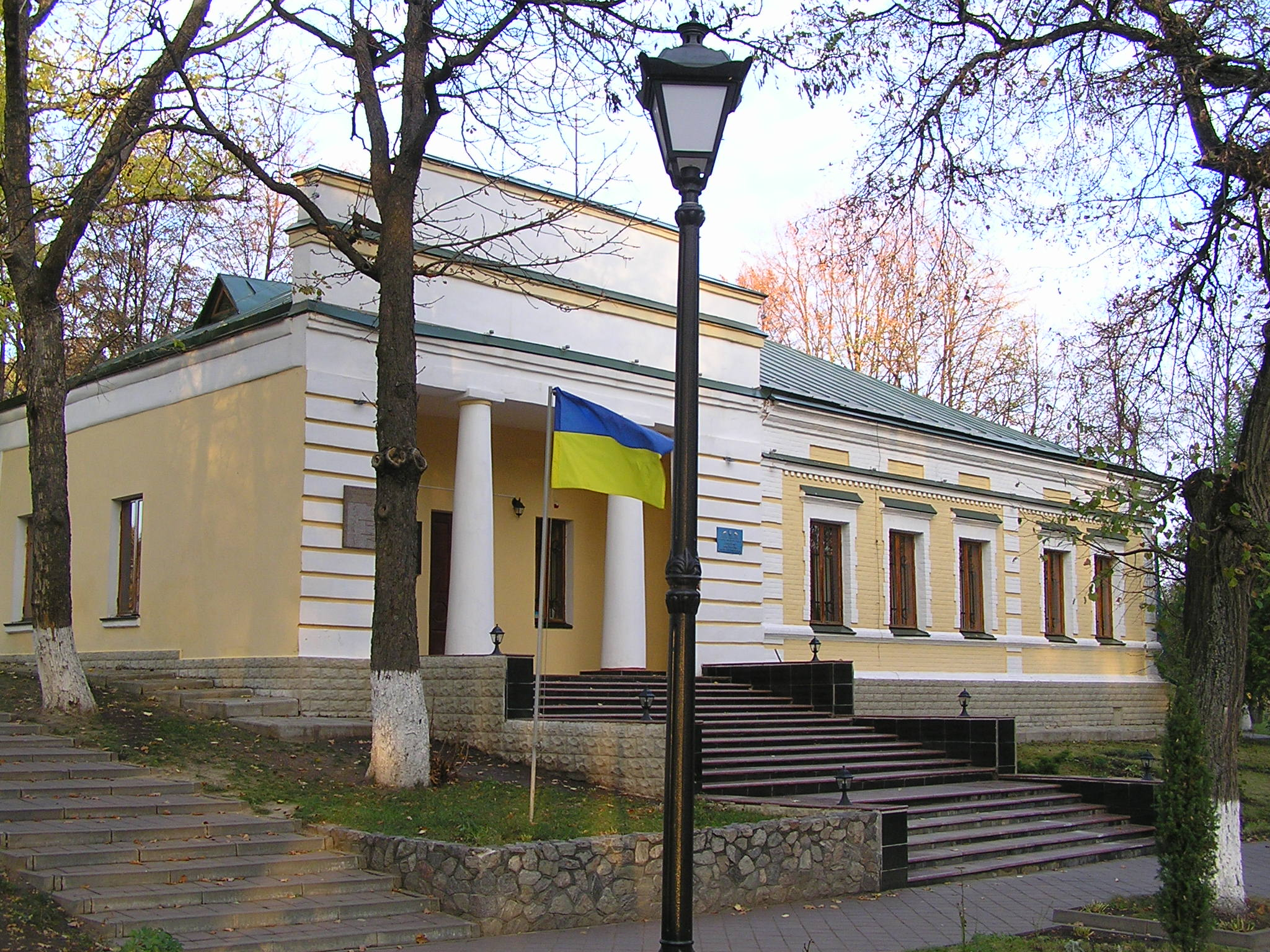
le musée de Grigori Skovoroda à Skovorodnivka, classé[3].